# Puttita Supajirakul

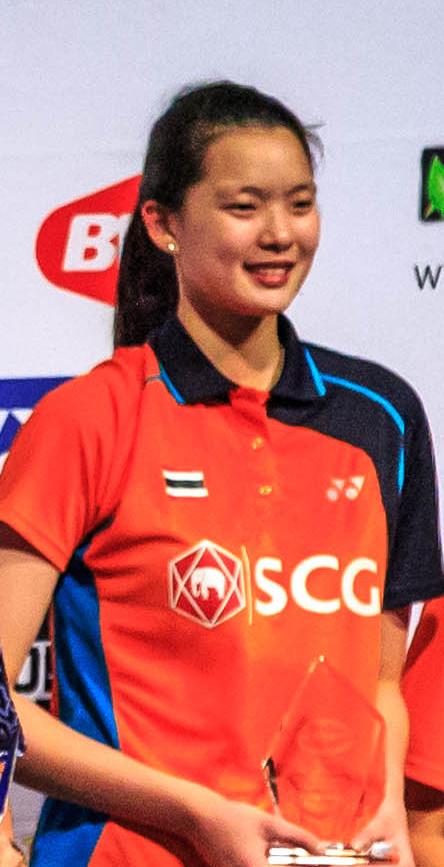
Puttita Supajirakul, 2014

Puttita Supajirakul (Thai: พุธิตา สุภจิรกุล; * 29. März 1996) ist eine thailändische Badmintonspielerin.

## Karriere
Puttita Supajirakul startete 2011 und 2012 bei den Badminton-Juniorenweltmeisterschaften. Ebenso war sie bei der Junioren-Badmintonasienmeisterschaft 2012 am Start. Beim Smiling Fish 2012 belegte sie Rang zwei im Damendoppel, ein Jahr später bereits Rang eins. 2013 war sie bei den Vietnam International erfolgreich und startete bei den Thailand Open 2013 sowie der Singapur Super Series 2013.